# Il principe del sale
Il principe del sale (Sůl nad zlato) è un film per la televisione del 1983 diretto da Martin Hollý e basato su di una popolare fiaba slovacca. Tra gli interpreti figurano Karol Machata, Libuse Safránková e Gábor Nagy. 
Andato in onda in Cecoslovacchia il 1º agosto 1983, in Italia è stato trasmesso il 4 gennaio 1988 in prima visione su Rai 1.

## Trama
C'era una volta Re Pravoslav che, non avendo un figlio maschio come erede, decise di affidare il suo regno ad una delle tre figlie e al suo scelto sposo, mettendole alla prova domandando loro quanto fosse grande, e a cosa paragonabile, il loro amore per lui. Maruska, la figlia minore innamorata del Principe del sale, offende involontariamente il padre paragonando il suo amore per lui alla preziosità del sale. Irritato, il Re caccia la Principessa dal castello. Ma il Re del sottosuolo, padre del Principe del sale, sentendosi a sua volta offeso per il figlio, lancia una maledizione sul regno di Re Pravoslav, trasformando tutto il sale in oro e condannando il regno ad una carestia. Una carestia che non viene subito percepita, in quanto la presenza di tutto quell'oro sembra anzi una benedizione. Ma una volta fuori dal regno, l'oro torna ad essere sale ed è così inutile in quanto non può essere speso. Il popolo è affamato, i cibi immangiabili e il Re non sa cosa fare. Il principe non credeva che fosse una cosa giusta per il regno dove era nata Maruska.